# Henrik Toft Hansen
Henrik Toft Hansen (ur. 18 grudnia 1986 r. w Skive) – duński piłkarz ręczny, reprezentant kraju, grający na pozycji obrotowego. Od 2018 roku jest zawodnikiem Paris Saint-Germain Handball.
Uczestnik dwóch igrzysk olimpijskich: (Rio de Janeiro 2016, Tokio 2020), na których zdobył dwa medale – złoty i srebrny.

## Życie prywatne
Henrik ma czwórkę rodzeństwa, które również uprawia piłkę ręczną. Najstarszy z rodzeństwa René występuje w THW Kiel, młodszy brat Alan w Mors-Thy Håndbold. Siostra Majbritt jest zawodniczką Skive FH oraz najmłodsza z rodzeństwa Jeanette występuje w młodzieżowych rozgrywkach piłki ręcznej. Obecnie jest w związku z Ulriką Ågren, szwedzką piłkarką ręczną.

## Sukcesy

### Reprezentacyjne
Igrzyska olimpijskie:
- Rio de Janeiro 2016
- Tokio 2020

Mistrzostwa świata:
- Niemcy/Dania 2019
- Hiszpania 2013

Mistrzostwa Europy:
- Dania 2014

Mistrzostwa świata U-21:
- Macedonia 2007

### Klubowe
Puchar EHF:
- 2014/2015

Mistrzostwa Danii:
- 2009/2010, 2011/2012

Mistrzostwa Niemiec:
- 2017/2018
- 2015/2016, 2016/2017

Puchar Niemiec:
- 2015/2016, 2016/2017